# Oleśnik (Mazovie)
Pour les articles homonymes, voir Oleśnik.
Oleśnik (prononciation : [ɔˈlɛɕnik]) est un village polonais de la gmina de Błędów dans le powiat de Grójec de la voïvodie de Mazovie dans le centre-est de la Pologne.
Il se situe à environ 2 kilomètres au sud-est de Błędów (siège de la gmina), 16 kilomètres au sud-ouest de Grójec (siège du powiat) et à 54 kilomètres au sud de Varsovie (capitale de la Pologne).

## Histoire
De 1975 à 1998, le village appartenait administrativement à la voïvodie de Radom.